# HD 7853
Désignations
HD 7853, également désignée HR 379, est une étoile double située dans la constellation d'Andromède. Avec une magnitude apparente de 6,46, elle peut à peine être vue à l'œil nu, même les meilleures nuits. D'après la mesure de sa parallaxe annuelle par le satellite Hipparcos, le système est situé à environ 420 années-lumière (130 parsecs) de la Terre.
L'étoile la plus brillante, désignée HD 7853 A, est une étoile Am, ce qui signifie qu'elle a des raies d'absorption métalliques inhabituelles. Le type spectral de kA5hF1mF2 signifie qu'elle aurait une classe spectrale de A5 si elle était basée uniquement sur les raies de Fraunhofer, F2 si elle était basée sur les raies d'autres métaux et F1 si elle était basée sur les raies d'absorption de l'hydrogène. Les deux composants sont séparés de dix secondes d'arc et le composant secondaire, HD 7853 B, est trois magnitudes plus faible que le composant primaire.